# Красний Холм (Сєверний район)
Кра́сний Холм (рос. Красный Холм) — селище у складі Сєверного району Оренбурзької області, Росія.

## Населення
Населення — 3 особи (2010; 8 у 2002).
Національний склад (станом на 2002 рік):
- росіяни — 87 %